# تخت‌جنگل

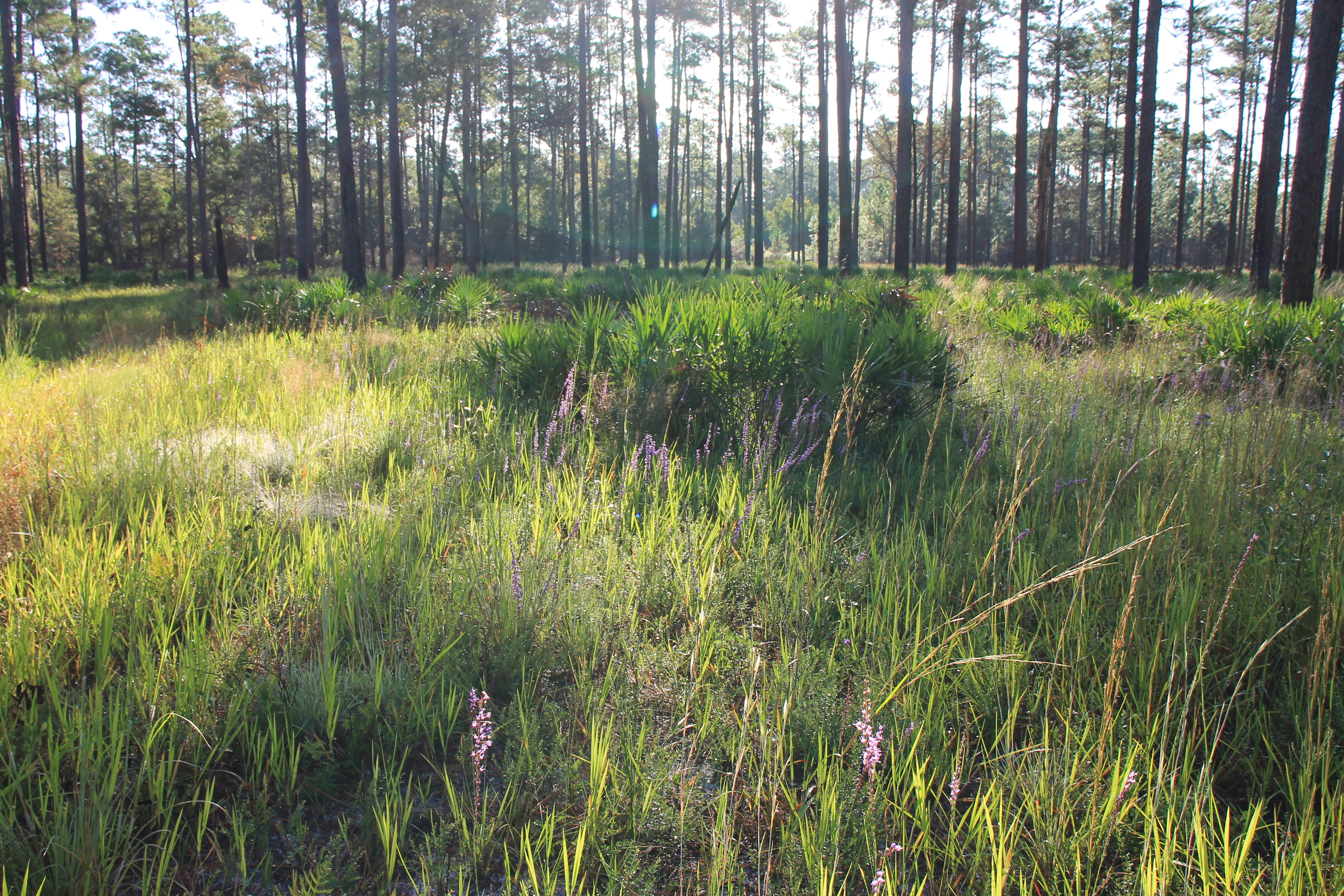
جامعه تخت‌جنگل در جنگل آستین کری، نزدیک گینزویل (Gainesville)، فلوریدا

تخت‌جنگل (به انگلیسی: Flatwoods)، جنگل مسطح، جنگل کاجی، گرم‌دشت کاج و بوم‌سازگان کاج درازبرگ-علف‌سیمی اصطلاحاتی هستند که به یک جامعه بوم‌شناسی در دشت ساحلی جنوب‌شرقی آمریکای‌شمالی اشاره دارند.

## شرح
تخت‌جنگل بوم‌سازگانی هستند که توسط آتش‌وحش یا آتش تجویزشده نگهداری می‌شوند و کاج‌های درازبرگ و کاج باتلاقی در تاج‌پوش جنگل و نخلک اره‌ای، خاس نرم و سایر درختچه‌های اشتعال‌پذیر در زیراشکوب، همراه با تنوع بالایی از گونه‌های گیاهی وجود دارند. زمانی یکی از انواع بوم‌سازگان غالب در جنوب‌شرقی آمریکای‌شمالی بود. اگرچه علف‌ها و کاج‌ها از ویژگی‌های این سامانه هستند، ترکیب دقیق آن از غرب به شرق، یعنی از تگزاس به فلوریدا تغییر می‌کند. در لوئیزیانا، گرم‌دشت‌ها حتی بین سمت شرق و غرب رود می‌سی‌سی‌پی تفاوت دارند. بدون آتش، زیستگاه در نهایت توسط گونه‌های دیگر از گیاهان چوبی مورد هجوم قرار می‌گیرد.

## ویژگی‌ها
تعدادی از حیوانات کمیاب و در خطر انقراض از جمله دارکوب شمالی، لاک‌پشت‌های گوفر (Gopherus polyphemus)، سمندرهای تخت‌جنگل یخ‌زده (Ambystoma cingulatum) و سمندرک‌های راه‌راه (Notophthalmus perstriatus) در این زیستگاه هستند. بسیاری از گیاهان علفی کمیاب و معمولی در اینجا یافت می‌شوند، به‌ویژه ارکیده‌ها (به‌عنوان مثال گونه‌های Calopogon, Pogonia ophioglossoides)، جگنیان (مانند گونه‌های Rhynchospora) و گیاهان گوشت‌خوار (مانند گونه‌های کوزه‌شیپوری‌ها).

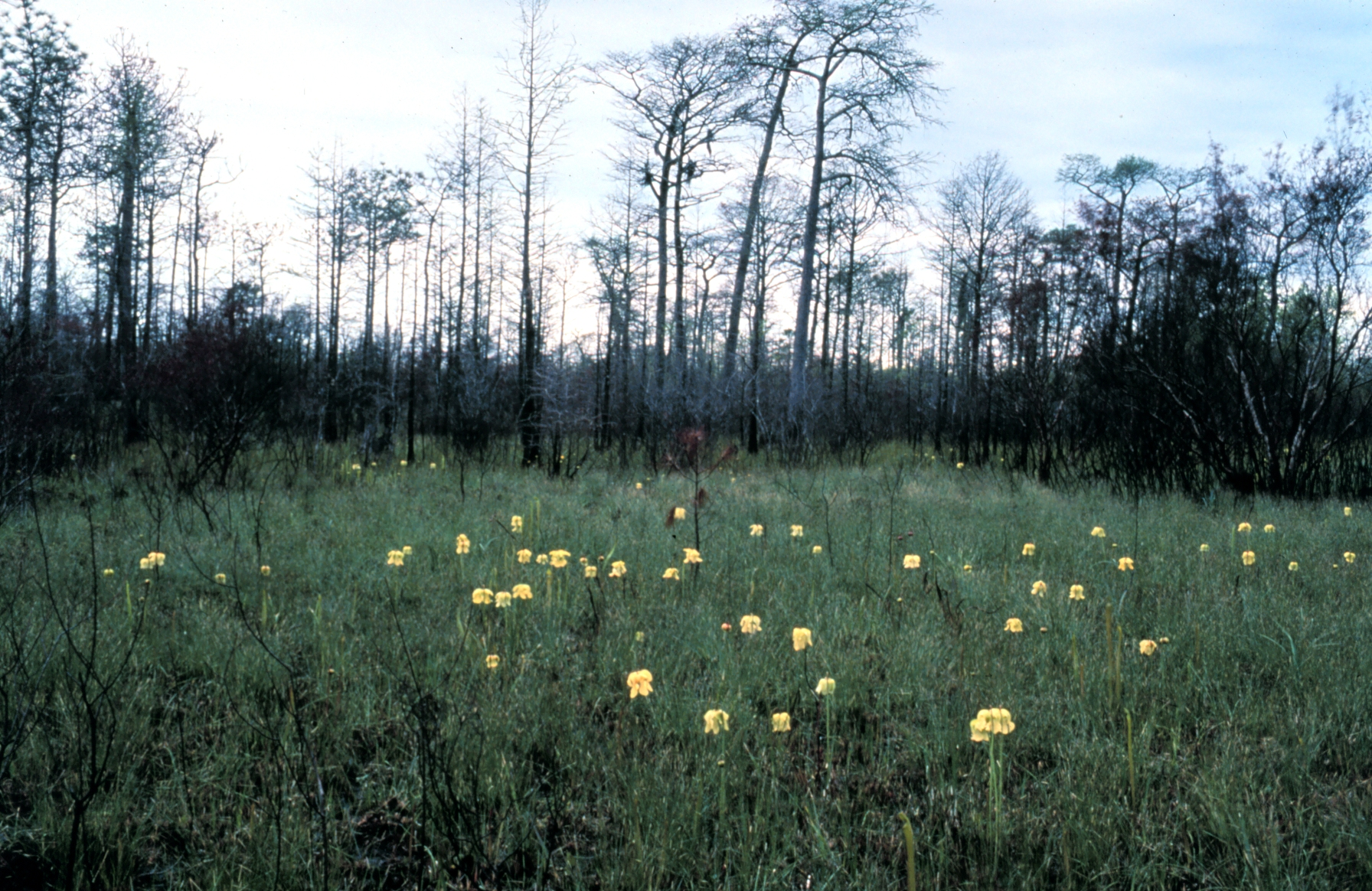
تخت‌جنگل با گیاهان کوزه‌دار گل‌دار در پیش‌زمینه

دومین عامل کلیدی رطوبت است. به‌طور کلی، گرم‌دشت کاج مرطوب دارای گونه‌های بیشتری نسبت به گرم‌دشت کاج است و توزیع هر گونه در داخل یک گرم‌دشت ارتباط نزدیکی با رژیم‌های رطوبتی خاک دارد. استخرهای موقت و مناطق تراوش، بنابراین یک کنترل حیاتی در ترکیب گونه‌های گیاهی هستند. برای نمونه، ارکیده‌ها و گیاه کوزه‌دار با مکان‌های مرطوب‌تر مرتبط هستند. اما حتی این مکان‌های مرطوب‌تر در طول دوره‌های خشک می‌سوزند و امکان بازسازی گونه‌های گیاه کوزه‌دار و ژاله‌پوش را فراهم می‌کنند.

## تخریب
جنگل کاجی با مساحت بازل پایین و کاج بالغ با فاصله زیاد مشخص می‌شود. از لحاظ تاریخی، تخت‌جنگل تحت سلطه کاج درازبرگ بودند که می‌تواند تا ۵۰۰ سال عمر کند. بهره‌برداری بی‌رویه در مقیاس بزرگ در ارتباط با شیوه‌های زیان‌آور جنگل‌ورزی مانند جایگزینی با کاج کندر با رشد سریع‌تر، دامنه بوم‌سازگان کاج درازبرگ را به‌شدت کاهش داده است. کاج درازبرگ به آتش‌سوزی‌های مکرر نیاز دارد، به‌طور ایده‌آل هر ۱ تا ۳ سال، که از تهاجم سایر گونه‌های درختی به زیستگاه جلوگیری می‌کند. دهه‌ها محرومیت از آتش در جنوب‌شرقی به کاهش این نوع جامعه کمک کرده است.
با این حال، با احیای آتش‌سوزی و رژیم‌های سیل طبیعی، می‌توان مناطق کوچکی از زیستگاه را احیا کرد. برخی از سازمان‌های خصوصی درگیر چنین پروژه‌هایی هستند. با تلاش هماهنگ، چندین منطقه بیابانی بزرگ هنوز هم می‌توانند در شرق رودخانه می‌سی‌سی‌پی بازسازی شوند. برخی از بزرگ‌ترین مناطق باقی‌مانده از این نوع زیستگاه در جنگل ملی دسوتو (De Soto National Forest)، پایگاه نیروی هوایی اگلین و جنگل ملی آپالاچیکولا یافت می‌شوند.